# Тензін (персонаж)
Тензін — персонаж анімайційного мультсеріалу «Аватар: Легенда про Корру», молодший син Аватара Аанга і Катари, маг повітря.

## Біографія
Тензін був наймолодшим та улюбленим сином Аанга, тому брат і сестра ревнували. Він  оволодів повітрям, і саме Тензін намагався навчити Корру, нового Аватара, магії повітря протягом першого сезону.
У першому сезоні йому 51 у другу і третьому 52 у останньому 55.

## Сім'я
Аанг — батько Тензіна, Аватар. На той час єдиний маг повітря, він займався навчанням сина магії повітря, передаючи таким чином свої знання.
Катара — мати, із Південного племені води. Сильна цілителька, маг води та крові. Стала дружиною Аанга, а після його смерті навчала Корру, наступного Аватара.
Сокка — дядько, брат Катари. Невідомо, як і коли він помер, але згадувався у 9 серії першої книги (розповідалось про суд над злочинцем Яконом).
Бумі  — старший брат. Спочатку не володів магією, проте опанував магію повітря у 3 книзі. Має схожий характер з дядьком Соккою. Названий на честь друга Аанга, царя Землі.
Кая — середня сестра. Маг води та зцілення, отримала ім'я від бабусі яку вбили маги вогню. Носить намисто таке ж як у мати. Дуже любить своїх племінників.
Джінора — старша донька, маг повітря. Розумна дівчина, має зв'язки з духами. Закохана у Кая із Царства Землі, який оволодів повітрям.
Міло — старший син, маг повітря.
Іккі — молодша донька, маг повітря.
Рохан — молодший син, народився у 10 серій першої книги.

## Стосунки
Тензін у молодості зустрічався зі старшою донькою Тоф Бей Фонг, Лін. У них були різні інтереси: вона була зацікавлена роботою Шефа поліції, а він хотів створити сім'ю. У Тензіна була помічниця, яка була в нього закохана - Пема, майбутня дружина. І коли вона зізналася Тензіну в коханні, він вирішив закінчити стосунки з Лін, яка через це навіть хотіла посадити Пему до вʼязниці. Але вони залишилися друзями і допомогали Коррі. Пем і Тензін мають 4 дітей.

## Цікаві факти
- Тензін був другим магом повітрям й зміг відродити магів повітря після столітньої війни.
- Назвав молодшого сина Роханом.
- Працював разом з Тонраком поки той не посадив друзів Корри та виявився магом крові.
- Тензін був улюбленою дитиною Аанга, тож він брав його у мандрівку.
- Прийняв Асамі до Храму повітря коли її батько виявився злочинцем.
- Коли Корра втратила магію, він порадив Мако, який зізнався у коханні, що потрібен час.
- Він має серйозний характер; дуже строго відносився до Корри, аби вона була слухняною і вивчала магію повітря. Його критикувала і била у дитинстві Кая, а старший брат Бумі набридав своїми розмовами і вчинками. Але все одно він з братом і сестрою рятують Джінору та згадують фото своїх батьків.
- Бачив батька у світі духів. Та разом з Каєю і Бумі зустрів Айро.
- Спочатку він був проти коли Корра захотіла грати з магами, а потім побачивши як вона грає сказав, що вона може навчитися магії повітря.
- Був незадоволений, коли Бумі наказав Боліну кинути тарілку щоб довести, що він маг повітря.
- У нього є літаючий бізон на ім'я Угі.
- Корра назвала його "розбивачем сердець" через романтичну історію із Лін та Пемою.
- Має колір очей як у магів води разом із Бумі.
- Неймовірно любить Пему.
- Розуміє Іккі, над якою знущаються Джінора й Міло.
- Не любить сидіти в гостях у мами.
- Розказав Коррі як рятував її від червоного лотоса разом з батьком малечі, дядьком Сокою та Зуко. Попередив дівчину, що це не ті злочинці з якими вона впоралась.
- Зробив у кінці третього сезону вчителем Джінору, майстриню магії повітря.
- У кінці серіалу хвалить Корру за її небайдужість та вчинки.